# Canuto (nome)
Canuto  è un nome proprio di persona italiano maschile.

## Varianti
- Femminili: Canuta[1]

### Varianti in altre lingue
- Basco: Kanuta[4]
- Catalano: Canut[4]
  - Femminili: Canuda[4]
- Danese: Knud[1][5][6][7], Knut[1][6]
- Finlandese: Nuutti
- Galiziano: Canuto[4]
- Inglese: Canute[5][6][7], Cnut[5][6]
- Islandese: Knútur
- Latino: Canutus[1][7]
- Norreno: Knútr[1][6][7]
- Norvegese: Knut[6], Knute[6]
- Polacco: Kanut
- Spagnolo: Canuto[4]
  - Femminili: Canuda[4]
- Svedese: Knut[1][6]
- Tedesco: Knut[6]
- Ungherese: Kanut

## Origine e diffusione
Il nome italiano "Canuto" deriva da Canutus, l'adattamento latino medievale di un nome scandinavo risalente al norreno Knútr: secondo la maggioranza delle fonti, esso riprende direttamente il sostantivo knútr, che significa "nodo", "legame"; interpretazioni minoritarie lo riconducono invece all'antico o medio alto tedesco knûz, ossia "altero", "ardito" oppure a nodi, "necessità". La forma latina coincide con il termine canutus (in italiano "canuto"), che vuol dire "grigio", "dai capelli grigi (o bianchi)": il nome viene a volte collegato a questo vocabolo, ma si tratta di una paretimologia, poiché Canutus non compare mai come nome (né come cognomen) negli ambienti latini.
In italiano, il nome è d'interesse perlopiù storico, dato che venne portato da diversi re di Danimarca, alcuni dei quali venerati come santi, ed è rarissimo, disperso nel Nord e in Toscana; in Scandinavia è però ancora piuttosto comune, e ha dato origine anche ad alcuni cognomi quali Knutsen e Knutsson. Il nome venne usato anche in Gran Bretagna durante il periodo di dominazione vichinga, anche qui dando origine a cognomi come Knott, e potrebbe essere sopravvissuto fino a qualche tempo dopo la conquista normanna in forme quali Nute, Note, Nut e Nutkin.

## Onomastico
L'onomastico si può festeggiare in memoria di più santi, alle date seguenti:
- 7 gennaio, san Canuto Lavard, duca di Schleswig, martire[1][4][8][9][10]
- 10 luglio (o 19 gennaio), san Canuto IV, re di Danimarca, martire a Odense[1][8][9][10]
- 1º agosto, beata Maria Kanuta, una delle Martiri di Nowogródek

## Persone

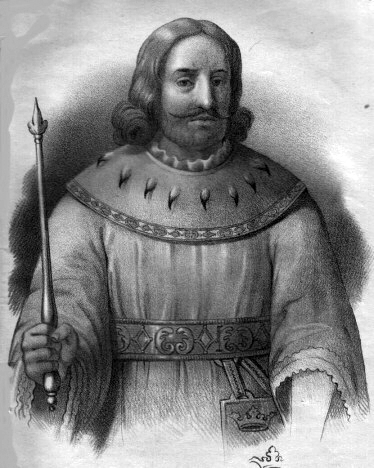
Canuto I di Svezia

- Canuto III di Danimarca, re di Danimarca
- Canuto IV di Danimarca, re di Danimarca e santo
- Canuto VI di Danimarca, re di Danimarca
- Canuto il Grande, re d'Inghilterra, Danimarca e Norvegia
- Canuto I di Svezia, re di Svezia
- Canuto II di Svezia, re di Svezia
- Canuto Lavard, nobile e santo danese

### Variante Knut

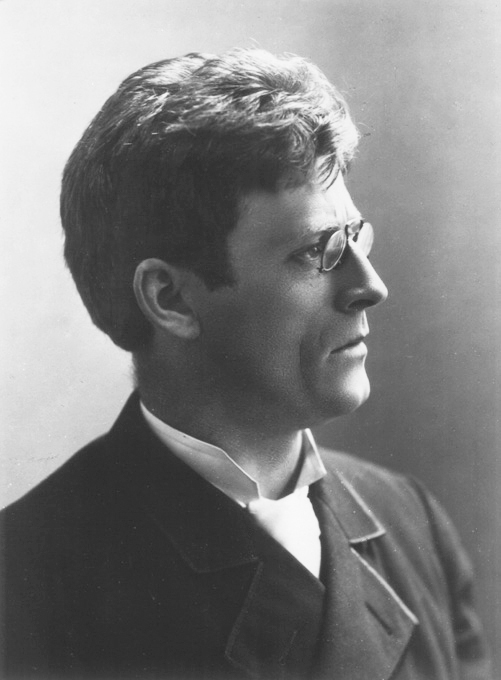
Knut Hamsun

- Knut Anders Fostervold, ciclista su strada e calciatore norvegese
- Knut H.M. Haeger, medico e cardiochirurgo svedese
- Knut Hamsun, scrittore norvegese
- Knut Kircher, arbitro di calcio tedesco
- Knut Dørum Lillebakk, calciatore norvegese
- Knut Olav Rindarøy, calciatore norvegese
- Knut Steen, scultore norvegese
- Knut Tørum, allenatore di calcio e calciatore norvegese
- Knut Walde, calciatore norvegese
- Knut Wicksell, economista svedese

### Variante Knute

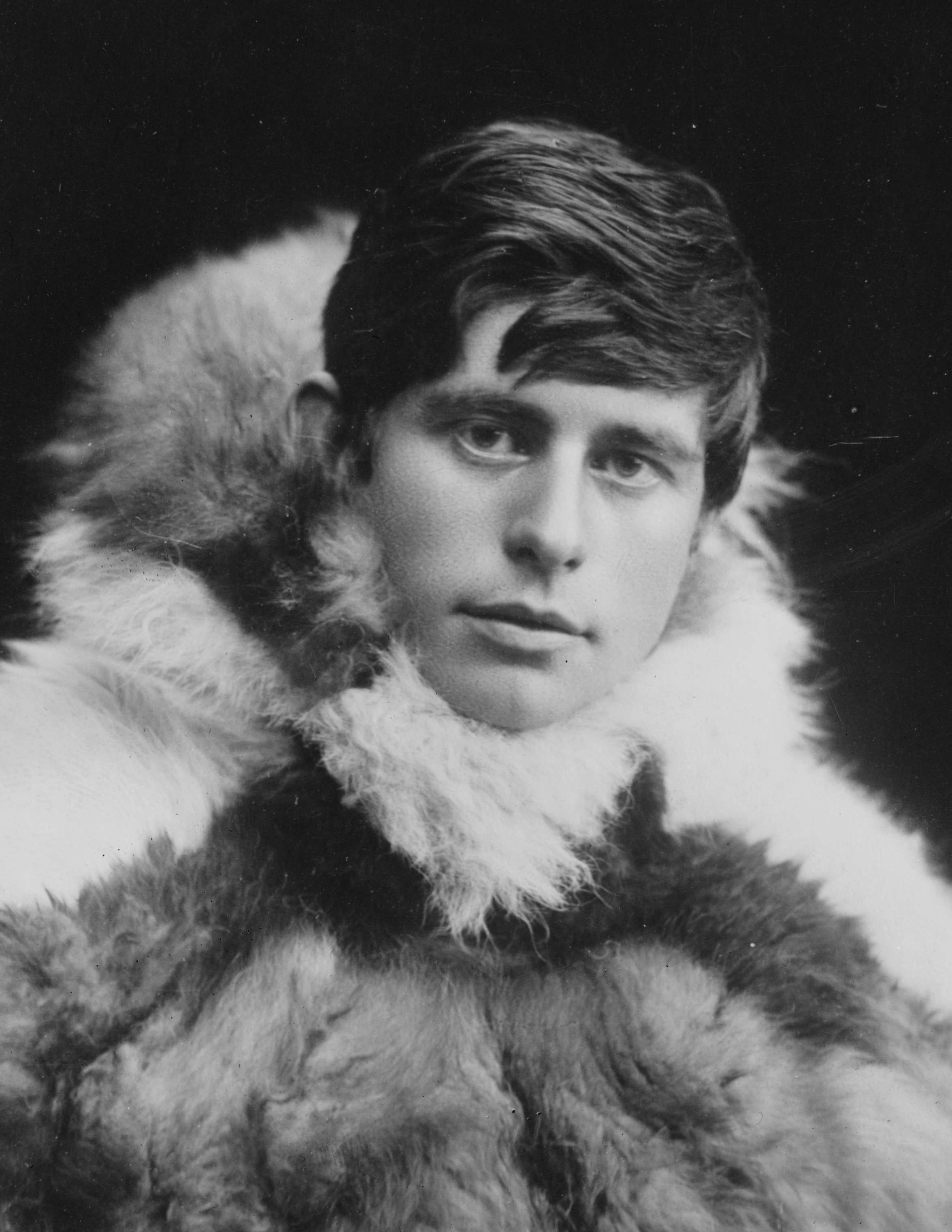
Knud Rasmussen

- Knute Rahm, attore svedese naturalizzato statunitense

### Variante Knud
- Knud Andersen, zoologo danese
- Knud di Danimarca, principe danese
- Knud Enemark Jensen, ciclista su strada danese
- Knud Knudsen, linguista norvegese
- Knud Lyhne Rahbek, scrittore danese
- Knud Rasmussen, esploratore e antropologo danese

## Curiosità
- Knut era un popolare orso polare ospitato al Zoologischer Garten Berlin.